# Праведники народів світу в Швеції
Праведники народів світу у Швеції — шведи, які рятували євреїв в період Голокосту, яким присвоєно почесне звання «Праведник народів світу» ізраїльським Інститутом Катастрофи і героїзму «Яд ва-Шем».
Станом на 1 січня 2016 року такі звання присвоєно 10 шведам. Один з найвідоміших праведників — шведський дипломат Рауль Валленберг.

## Список
| Ім'я                     | Номер  | Рік присвоєння | Примітки |
| ------------------------ | ------ | -------------- | --- |
| Пер Ангер                | 1915   | 1980           | В період роботи другим секретарем шведського посольства в Будапешті у 1944 році постачав угорських євреїв документами про шведське громадянство і забезпечував захист від депортацій у табори смерті разом з Раулем Валленбергом |
| Ларс Берг                | 1915.2 | 1982           | Шведський дипломат, допомагав євреям в Будапешті |
| Карл Іван Даніельсон     | 1915.1 | 1982           | Шведський дипломат, допомагав євреям в Будапешті |
| Елізабета Гессельблад    | 10333  | 2004           | Настоятелька католицького монастиря в Римі, ховала в монастирі євреїв в час німецької окупації Італії |
| Елув Кіхльгрен           | 8860   | 2001           | Консул Швеції в Генуї, допомагав італійським євреям втекти до Швейцарії |
| Вальдемар і Ніна Ланглет | 101    | 1965           | Чоловік і дружина, представники Шведського Червоного Хреста в Будапешті, допомагали угорським євреям |
| Ерік Мюргрен             | 3546   | 1986           | Пастор, допомагав євреям в Німеччині |
| Ерік Перве               | 10929  | 2006           | Пастор, допомагав євреям в Німеччині |
| Рауль Валленберг         | 31     | 1963           | Шведський дипломат, врятував життя десятків тисяч угорських євреїв |